# Кевин Стротман
Кевин Стротман (на нидерландски: Kevin Strootman) е бивш нидерландски футболист, играещ като централен полузащитник.

## Клубна кариера

### Ранна кариера
Стротман започва кариерата си във ФФ Рийсорд, а по-късно преминава в младежките формации на Спарта Ротердам.

### Спарта Ротердам
През януари 2008 г. Стротман е преместен в първия отбор на Спарта. Първият му пълен сезон се оказва доста силен и влиза в полезрението на големите клубове в Ередивиси. През сезон 2009/10 Стротман играе като плеймейкър, но след края на сезона Спарта Ротердам изпада във второто ниво на холандския футбол. След изпадането на отбора му, Стротман, заедно с другите двама млади таланти на Спарта, Ерик Фалкенбург и Ник Фергиефер се очаква да напуснат. През юни 2010 г. Твенте е близо до подписа му, но сделката така и не е финализирана.

### Утрехт
През януари 2011 г. Стротман подписва договор с отбора на Утрехт. На 19 януари Стротман вкарва първия си гол за Утрехт при победата с 2-1 над ВВВ Венло.

### ПСВ Айндховен
На 28 юни 2011 г. Стротман, заедно със съотборника си от Утрехт Дрис Мертенс преминават в отбора на ПСВ Айндховен. Общата сума, която ПСВ плаща за двамата играчи е 13 милиона евро. Стротман прави дебюта си за ПСВ в първия мач от сезон 2011/12 при загубата с 3-1 от АЗ Алкмар. Първия си гол за отбора от Айндховен Стротман вкарва на 24 септември 2011 г. при победата със 7-1 над Рода. Другия си гол за ПСВ вкарва при победата с 6-1 над Гронинген. След пристигането си в клуба, Стротман се установява твърдо в стартовата единайсеторка на ПСВ.

## Национален отбор
Кевин Стротман прави дебюта си за Холандия в контрола срещу Австрия на 9 февруари 2011 г., заменяйки Тео Янсен. Първия си гол за националния отбор отбелязва срещу Финландия на 7 сепмтеври 2011 г. Берт ван Марвайк включва Стротман в състава на Холандия за Европейското първенство през 2012 г..

## Отличия
- Купа на Холандия: 2011/12
- Суперкупа на Холандия: 2012